# Carroll megye (Illinois)
Carroll megye az Amerikai Egyesült Államokban, azon belül Illinois államban található. Megyeszékhelye Mount Carroll, legnagyobb városa Savanna. Lakosainak száma 15 702 fő (2020. április 1.). Carroll megye Stephenson, Whiteside, Ogle, Jackson, Clinton és Jo Daviess megyékkel határos.

## Népesség
A megye népességének változása:
| Lakosok száma | 15 364 | 15 196 | 15 047 | 14 910 | 14 616 | 15 702 |
|               | 2010   | 2011   | 2012   | 2013   | 2015   | 2020   |